# Wladilen Stepanowitsch Letochow

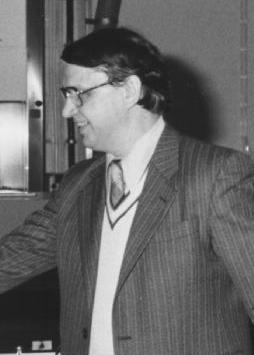
Wladilen Stepanowitsch Letochow, 1983

Wladilen Stepanowitsch Letochow (russisch Владилен Степанович Летохов, englische Transkription Vladilen Letokhov; * 10. November 1939 in Taischet, Oblast Irkutsk; † 21. März 2009) war ein russischer Physiker, der sich mit Laserspektroskopie befasste.
Letochow studierte 1957 bis 1963 am Moskauer Institut für Physik und Technologie und danach am Lebedew-Institut, wo er bei Nikolai Gennadijewitsch Bassow 1966 seinen Abschluss machte. Er blieb bis 1970 am Lebedew-Institut, wo er 1969 promoviert wurde und 1970 habilitiert (russischer Doktortitel). 1970 war er Gastprofessor am Massachusetts Institute of Technology. Im selben Jahr ging er auf Einladung von Sergei Leonidowitsch Mandelstam ans Institut für Spektroskopie der Sowjetischen Akademie der Wissenschaften, an dem er Leiter der Abteilung Laserspektroskopie war. 1971 bis 1989 war er dort stellvertretender Direktor für Forschung. Gleichzeitig war er ab 1972 Professor am Moskauer Institut für Physik und Technologie (1986 bis 1998 hatte er dort den Lehrstuhl für Quantenoptik). Seit 2000 war er außerdem Professor an der Universität Lund.
Er war Gastprofessor an der University of Arizona (1996/97), der Universität Paris-Nord (1993 bis 1996), Regent Professor an der University of California, Berkeley (1993), Gastprofessor an der École normale supérieure (1998). 1989 war er James Franck Lecturer an der Israelischen Akademie der Wissenschaften und 1990 Emil Warburg Professor in Bayreuth.
Das Einbringen einer Gaszelle mit niedrigen Druck in den Laserresonator mit Resonanzabsorption der Laserstrahlung (mit Erzeugung eines inversen Lamb-Dip) wurde unabhängig durch Tschebotajew in Nowosibirsk, Letochow in Moskau und Skolnick bei PerkinElmer 1967/68 eingeführt. 1969 schlug Tschebotajew mit Letochow die Methode der Sättigungs-Absorptions-Spektroskopie vor.
1971 schlug er Resonanz-Ionisationsspektroskopie (RIS) vor und demonstrierte diese. Weiter wandte er die Laserspektroskopie in Chemie (Begründung der photoselektiven Multiphotonen-Chemie), Kernphysik und Medizin und Biologie an. Auch bei der Manipulation von Atomen mit Laserlicht (erste Veröffentlichungen 1968, 1973) und in der Laserkühlung war er früh beteiligt.
Er veröffentlichte über 850 wissenschaftliche Arbeiten und 14 Monographien. Letochow hatte 60 Doktoranden und 12 Habilitanden.

## Ehrungen
1978 erhielt er mit Weniamin Tschebotajew den Leninpreis. 1995 wurde er Ehrendoktor der Universität Paris-Nord und 2005 der Universität Lund. 2002 erhielt er den Staatspreis der Russischen Föderation für Wissenschaft und Technologie und 1998 den Quantum Electronics Preis der Europäischen Physikalischen Gesellschaft. 2000 wurde er Ehrenbürger von Troizk.
Seit 2019 vergibt die European Physical Society eine Vladilen Letokhov Medal.
Er war Fellow der Optical Society of America, auswärtiges Mitglied der Max-Planck-Gesellschaft, Mitglied der Leibniz-Sozietät und der European Academy of Arts and Sciences.

## Schriften
- mit V. P. Chebotaev Nonlinear Laser Spectroscopy, Springer Series in Optical Sciences 4, Springer Verlag 1977 (russisches Original Nauka, Moskau 1975)
- Laserspektroskopie, Vieweg 1977 und Akademie Verlag, Berlin 1977 (WTB Taschenbuch)
- mit Sveneric Johannson Astrophysical Lasers, Oxford University Press 2009
- From Sibiria to Laser Science, Di Renzo Editore, Rom 2008 (auch in Italienisch)
- Laser control of atoms and molecules, Oxford University Press 2007
- mit Victor Balykin Atom Optics with Laser Light, Harwood Academic Publ., 1995
- mit Chebotayev Nichtlineare Laserspektroskopie mit sehr hoher Auflösung (russisch), Moskau, Nauka 1990
- mit V. G. Minogin Laser Light Pressure on Atoms, Gordon and Breach 1987
- Laser Photoionization Spectroscopy, Academic Press 1987
- mit V. P. Zharov Laser Optoacoustic Spectroscopy, Springer Series in Optical Science, 1986
- mit V. N. Bagratashvili, A.A. Makarov, E.A. Ryabov Multiple Photon Infrared Laser Photophysics and Photochemistry, Harwood 1986
- mit  E.P. Velikhov, V.Yu. Baranov, A.N. Starostin, E.A. Ryabov Gepulste CO_2 Laser und ihre Anwendung in der Isotopentrennung (russisch), Nauka, Moskau 1983
- Nonlinear Laser Chemistry. Multiple-Photon Excitation, Springer Series in Chemical Physics 1983
- Nichtlineare selektive Photoprozesse in Atomen und Molekülen (russisch), Moskau, Nauka 1983
- mit N. D. Ustinov Power Lasers and their Applications, Harwood 1983